# فینال لیگ قهرمانان اروپا ۲۰۲۴
فینال لیگ قهرمانان اروپا ۲۰۲۴ (به انگلیسی: 2024 UEFA Champions League final) بازی نهایی لیگ قهرمانان اروپا ۲۴–۲۰۲۳، شصت و نهمین فصل از مسابقات برتر فوتبال باشگاهی اروپا خواهد بود که توسط یوفا برگزار می‌شود و سی و دومین فصل از زمان تغییر نام آن از جام قهرمانان باشگاه‌های اروپا به لیگ قهرمانان اروپا است. این بازی در استادیوم ومبلی لندن، انگلستان، در ۱ ژوئن ۲۰۲۴ برگزار خواهد شد. به دلیل به تعویق افتادن و جابجایی فینال ۲۰۲۰، میزبان نهایی یک سال به عقب منتقل شد و در عوض لندن میزبان فینال ۲۰۲۴ بود.
برندگان حق بازی در برابر برندگان لیگ اروپا ۲۴–۲۰۲۳ در سوپرجام اروپا ۲۰۲۴ را به دست خواهند آورد.

## مکان

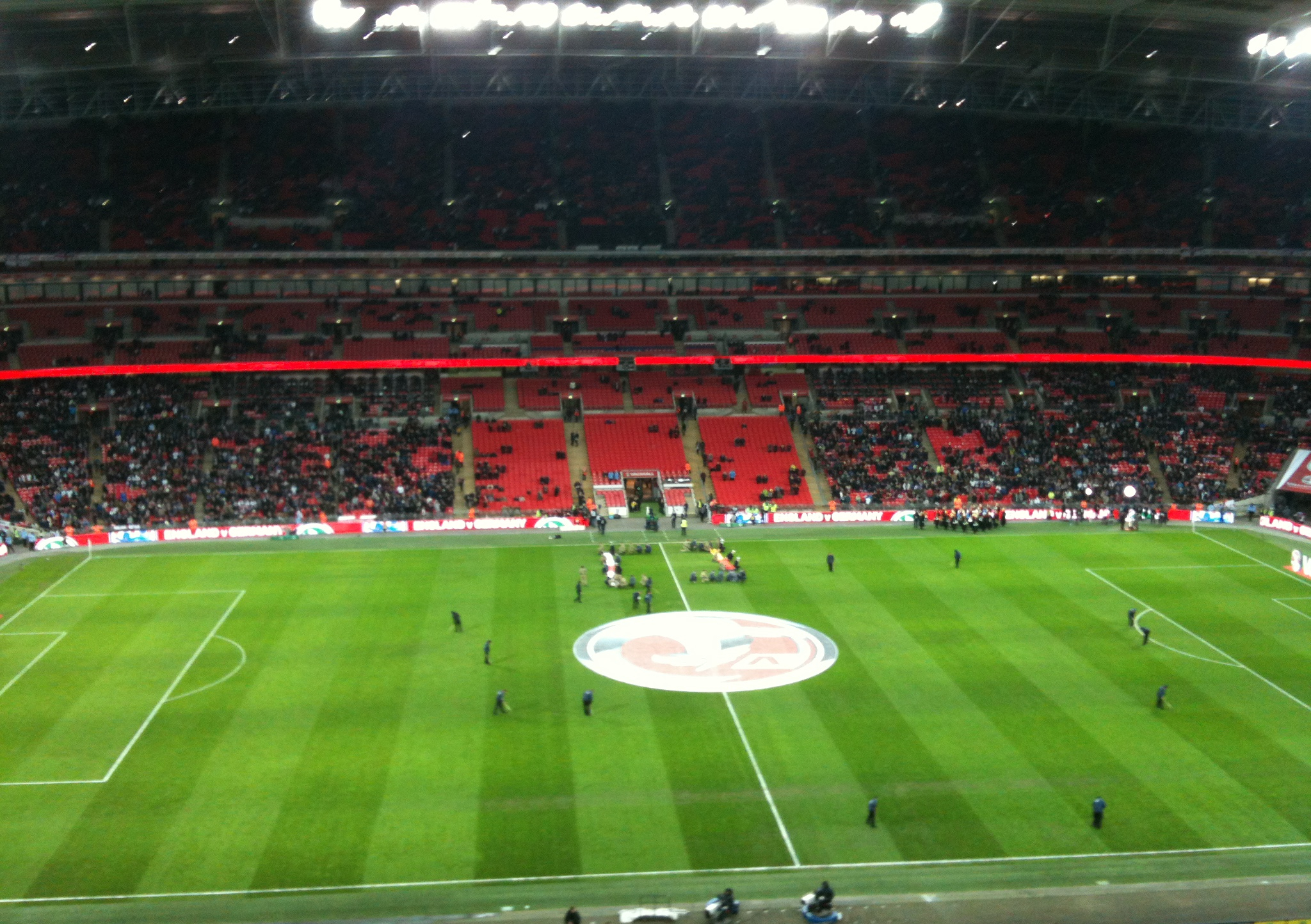
ومبلی در 2014

این سومین فینال لیگ قهرمانان اروپا خواهد بود که در استادیوم بازسازی شده ومبلی برگزار می‌شود که قبلاً در سال‌های ۲۰۱۱ و ۲۰۱۳ برگزار شده بود. به‌طور کلی، این هشتمین فینال است که در لندن برگزار می‌شود، با پنج مسابقه دیگر در ورزشگاه اصلی ومبلی در سال‌های ۱۹۶۳، ۱۹۶۸، ۱۹۷۱، ۱۹۷۸ و ۱۹۹۲. این مسابقه نهمین فینال جام اروپا خواهد بود که در انگلستان برگزار می‌شود، فینال سال ۲۰۰۳ در اولدترافورد منچستر برگزار شد و رکورد ۹ فینال جام اروپا در ایتالیا، آلمان و اسپانیا را برابر کرد. همچنین سیزدهمین مسابقه است که در بریتانیا برگزار می‌شود، با فینال‌های ۱۹۶۰، ۱۹۷۶ و ۲۰۰۲ در اسکاتلند و فینال ۲۰۱۷ در ولز برگزار شد. استادیوم ومبلی همچنین میزبان جام ملت‌های اروپا ۲۰۲۰ بود و هشت بازی از جمله نیمه نهایی و فینال در این ورزشگاه برگزار شد.

### انتخاب میزبان فینال
یک روند مناقصه آزاد در ۲۲ فوریه ۲۰۱۹ توسط یوفا برای انتخاب مکان‌های فینال لیگ قهرمانان اروپا در سال‌های ۲۰۲۲ و ۲۰۲۳ راه اندازی شد. انجمن‌ها تا ۲۲ مارس ۲۰۱۹ فرصت داشتند تا علاقه خود را ابراز کنند و پرونده‌های پیشنهادی باید تا ۱ ژوئیه ۲۰۱۹ ارائه می‌شد.
گزارش شده‌ که اتحادیه فوتبال با استادیوم ومبلی لندن برای میزبانی فینال سال ۲۰۲۳ پیشنهاد داده‌است تا صدمین سالگرد افتتاح استادیوم اصلی در سال ۱۹۲۳ را جشن بگیرد ورزشگاه ومبلی توسط کمیته اجرایی یوفا در جریان جلسه آنها در لیوبلیانا، اسلوونی، در ۲۴ سپتامبر ۲۰۱۹، انتخاب شد، جایی که میزبان فینال‌های لیگ قهرمانان اروپا در سال‌های ۲۰۲۱ و ۲۰۲۲ نیز تعیین شد.
در ۱۷ ژوئن ۲۰۲۰، کمیته اجرایی یوفا اعلام کرد که به دلیل تعویق و جابجایی فینال ۲۰۲۰، لندن میزبان فینال ۲۰۲۴ خواهد بود.

## بازی
مسابقه فینال در تاریخ ۱ ژوئن ۲۰۲۴ (۱۲ خرداد ۱۴۰۳) در ورزشگاه ومبلی لندن برگزار شد.
| دورتموند | ۰–۲ | رئال مادرید             |
| -------- | --- | ----------------------- |
|          |     | کارواخال ۷۴ وینیسیوس ۸۳ |

|  | قوانین مسابقه - ۹۰ دقیقه وقت قانونی - در صورت مساوی شدن دو تایم ۱۵ دقیقه ای وقت اضافی - در صورت مساوی بودن ، ضربات پنالتی - حداکثر ۱۲ بازیکن مجاز روی نیمکت - حداکثر پنج تعویض در ۹۰ دقیقه ، ششمین تعویض مجاز میشود در وقت اضافه |